# Enrico La Talpa
Enrico La Talpa è il co-protagonista del fumetto Lupo Alberto, ideato negli anni settanta da Silver.

## Storia editoriale
Appare per la prima volta nelle strisce di Lupo Alberto nel 1973, nella striscia numero 14 ma va subito in letargo e riappare in primavera nella striscia 52. Enrico La Talpa dalla sua comparsa divenne uno dei personaggi fondamentali delle strisce di Lupo Alberto arrivando a conquistarsi sempre più spazio fino a divenire di fatto protagonista anch'esso della striscia. Nella tavola numero 641 si lamenta con Lupo Alberto: "Sei tu il protagonista qui! O no?!", "Devo sempre fare tutto quanto io!") e nella tavola n.666, vista l'assenza di Alberto, prova a dare il suo nome alla serie tirando giù la testata per cambiare il logo "Lupo Alberto" con quello "Enrico la talpa".

## Biografia del personaggio
(Esclamazione tipica di Enrico La Talpa quando saluta Lupo Alberto)
È sposato con Cesira, casalinga ma ogni tanto perde la testa per una giovane passera, Silvietta, appartenente alla famiglia delle passere scopaiole, cosa questa che inizialmente genera equivoci e fraintendimenti e seminando lo scompiglio all'interno della fattoria.
Essendo una talpa ha problemi di vista che sono all'origine della celebre gag del primo incontro con Lupo Alberto che lui scambia con il suo amico Beppe. La gag diventerà un tormentone della serie, alle volte accompagnata da un pugno sul naso. Solo nella tavola n° 375 Enrico sembra avere un barlume di lucidità chiamando il lupo col suo vero nome («Ehilà, Alberto!») salvo poi subito correggersi e scusarsi per il fraintendimento. Tuttavia ormai sa da moltissimo tempo che Alberto non è il suo amico Beppe ma lo chiama frequentemente Beppe in quanto è diventato un soprannome, mentre Alberto, dal canto suo, chiama Enrico col nomignolo "Tappo". Spesso coinvolge Alberto in stravaganti imprese. Ha il vizio del fumo, e spesso lo si vede fuori dalla tana in vestaglia notturna con una sigaretta in mano.
Vive in una tana sotterranea ampia e spaziosa e riconoscibile dall'esterno da un piccolo cumulo di terra smossa, che funge da entrata, nelle vicinanze della fattoria McKenzie.
Graficamente si evolve nel tempo: inizialmente molto basso, tozzo, orecchie e naso piccole e molto grasso, diventa un po' più slanciato, dal naso lungo e le orecchie spariscono del tutto. Lo stesso vale per la moglie Cesira, praticamente identica e identificabile dalle ciglia più lunghe, dalla presenza di un grembiule da massaia o dal suo ormai celebre foulard rosso legato in testa.

### Saghe, tormentoni e alter ego
Sia nel primo formato a strisce che nel successivo formato a tavole, Enrico è il protagonista di storie nel quale Alberto risulta essere comprimario se non addirittura la spalla. Alcune di queste saghe di respiro più o meno lungo oppure di tormentoni che si ripetono negli anni, sono di seguito elencate:
- Ricordi di guerra: Enrico millanta ricordi di guerra e di prigionia totalmente inventati nelle tavole dalla n° 138 alla n°145, alternando con racconti di trascorsi nella Gestapo a quelli passati tra gli Alpini[1].
- Guerra all'imbecillità: Enrico decide di dichiarare guerra all'imbecillità con uno scolapasta in testa e armato di uno spadino di legno, riuscendo ad arruolare nell'impresa anche Alberto. La prima tavola con questa gag è la n.760 ma verrà ripresa poi periodicamente[1].
- Consulente matrimoniale: nonostante abbia un lavoro impiegatizio, ogni tanto Enrico si imbarca in nuove attività quali ad esempio il consulente matrimoniale; è una delle gag che viene ripresa ogni tanto. Quando esercita questa professione indossa un paio di occhiali da sole scuri[1].
- Cavaliere mascherato: Enrico, a cavallo di una scopa a simulare un cavallo, si avventura in giro per la fattoria a difendere i deboli e gli oppressi nella segreta speranza di essere notato e assunto dalla Marvel Comics. La prima apparizione risale alla tavola n°147 per poi ripresentarsi saltuariamente anche in lunghe sequenze di tavole[1].
- Diritti degli omosessuali: in un numero considerevole di strisce (senza soluzione di continuità dalla n°762 alla n°975 e in parte scritte in collaborazione con Bonvi)[1] Enrico è impegnato a lottare per il riconoscimento dei diritti civili degli omosessuali e contro il Moralismo imperante nella fattoria McKenzie. Nelle strisce di questo periodo, il 1977, per alcuni versi surreali, Enrico arriva a dichiarasi gay coinvolgendo Alberto, in una lotta di rivendicazione per i diritti dei gay, suscitando sconforto nella moglie e pettegolezzi in tutta la fattoria arrivando a coinvolgere nella lotta un gruppo di formiche comuniste;[6] tuttavia, in realtà, era tutto una provocazione, e che dichiarava di essere gay per spaventare gli abitanti della fattoria e per il fatto che è sposato con Cesira.[senza fonte] In quegli anni l'argomento era ancora tabù e questo lo fece diventare un piccolo cult per la comunità gay italiana, portando Silver a disegnare delle tavole anche per la rivista gay "Fuori!"[6].

È anche da notare un suo radicale cambio di atteggiamento quando, nella storia "il sostituto di Mosè", il personaggio di Myosotis provoca Cesira dichiarandosi omosessuale: sentito il fatto, Enrico, scandalizzato, intima alla moglie addirittura di non toccare niente in casa e andare a lavarsi, essendo appena stata a contatto con lui.
- Henri la Taupe: forse non si tratta della stessa persona, sta di fatto che Cattivik si trova solitamente accompagnato da costui, simile ad Enrico in molti versi (compreso il fatto di chiamare l'amico con il nome di "Beppe"), fatta eccezione per gli abiti e l'accento francese.

## Altri media

### Televisione
Nella serie animata di Lupo Alberto Enrico è stato doppiato da Paolo Torrisi. Nella serie degli anni settanta di SuperGulp è stato doppiato da Willy Moser.